# Rio Ostúa
Rio Ostúa é um rio centro-americano da Guatemala.